# Discografia de R.E.M.
A discografia de R.E.M., uma banda americana de rock alternativo, consiste em quinze álbuns de estúdio, cinco álbuns ao vivo, dezesseis compilações, quatorze álbuns de vídeo, sete extended plays (EPs), sessenta e três singles, uma trilha sonora e um EP não lançado.
Alguns dos álbuns da banda chegaram a figurar na lista dos 500 melhores álbuns de sempre da Revista Rolling Stone: Murmur ficou em 197º lugar, Automatic for the People ficou em 247º lugar e Document ficou em 470º lugar.

## Álbuns

### Álbuns de estúdio
| Ano  | Álbum                        | Posições | Posições | Posições | Certificações (Vendas)                                           |
| Ano  | Álbum                        | EUA      | CAN      | RU       | Certificações (Vendas)                                           |
| ---- | ---------------------------- | -------- | -------- | -------- | ---------------------------------------------------------------- |
| 1983 | Murmur                       | 36       | —        | —        | - EUA: Ouro                                                      |
| 1984 | Reckoning                    | 27       | —        | 91       | - EUA: Ouro                                                      |
| 1985 | Fables of the Reconstruction | 28       | 30       | 35       | - EUA: Ouro                                                      |
| 1986 | Lifes Rich Pageant           | 21       | 29       | 43       | - EUA: Ouro - CAN: Platina                                       |
| 1987 | Document                     | 10       | 12       | 28       | - EUA: Platina - CAN: Platina                                    |
| 1988 | Green                        | 12       | 4        | 27       | - EUA: 2× Platina - CAN: 2× Platina - RU: Platina                |
| 1991 | Out of Time                  | 1        | 1        | 1        | - EUA: 4× Platina - CAN: 7× Platina - RU: 5× Platina - BRA: Ouro |
| 1992 | Automatic for the People     | 2        | 3        | 1        | - EUA: 4× Platina - CAN: 7× Platina - RU: 6× Platina             |
| 1994 | Monster                      | 1        | 1        | 1        | - EUA: 4× Platina - CAN: 6× Platina - RU: 3× Platina             |
| 1996 | New Adventures in Hi-Fi      | 2        | 1        | 1        | - EUA: Platina - CAN: 2× Platina - RU: Platina                   |
| 1998 | Up                           | 3        | 2        | 2        | - EUA: Ouro - RU: Platina                                        |
| 2001 | Reveal                       | 6        | 4        | 1        | - EUA: Ouro - RU: Platina                                        |
| 2004 | Around the Sun               | 13       | 7        | 1        | - RU: Ouro                                                       |
| 2008 | Accelerate                   | 2        | 1        | 1        | - RU: Prata                                                      |
| 2011 | Collapse into Now            | 5        | 6        | 5        | - RU: Prata                                                      |

### EPs
| Ano  | EP                                            | Notas                                                                                    |
| ---- | --------------------------------------------- | ---------------------------------------------------------------------------------------- |
| 1982 | Chronic Town                                  | Primeiro trabalho lançado pela gravadora I.R.S.                                          |
| 2001 | Not Bad for No Tour                           |                                                                                          |
| 2003 | Vancouver Rehearsal Tapes                     | Primeiro EP lançado exclusivamente no iTunes                                             |
| 2008 | Live from London                              | Segundo EP lançado exclusivamente no iTunes                                              |
| 2009 | Reckoning Songs from The Olympia              | Contém quatro músicas do álbum Reckoning em versões tocadas no álbum Live at The Olympia |
| 2009 | Deep Cuts: R.E.M.                             |                                                                                          |
| 2015 | Wuxtry Records Store, Atlanta, June 6th, 1980 |                                                                                          |

### Álbuns ao vivo
| Ano  | Álbum                                          | Posições       | Posições | Posições    | Certificações |
| Ano  | Álbum                                          | Estados Unidos | Canadá   | Reino Unido | Certificações |
| ---- | ---------------------------------------------- | -------------- | -------- | ----------- | ------------- |
| 2007 | R.E.M. Live                                    | 72             | —        | 12          |               |
| 2009 | Live at The Olympia                            | 95             | —        | 68          |               |
| 2014 | Unplugged: The Complete 1991 and 2001 Sessions | 21             | —        | 22          |               |
| 2018 | R.E.M. at the BBC                              | —              | —        | 40          |               |
| 2019 | Bingo Hand Job: Live at the Borderline 1991    | —              | —        | —           |               |

### Coletâneas
| Ano  | Álbum                                                      | Posições       | Posições | Posições    | Certificações                   |
| Ano  | Álbum                                                      | Estados Unidos | Canadá   | Reino Unido | Certificações                   |
| ---- | ---------------------------------------------------------- | -------------- | -------- | ----------- | ------------------------------- |
| 1987 | Dead Letter Office                                         | 52             | —        | 60          |                                 |
| 1988 | Eponymous                                                  | 44             | —        | 69          |                                 |
| 1991 | The Best of R.E.M.                                         | —              | —        | 7           |                                 |
| 1993 | The Automatic Box                                          | —              | —        | —           |                                 |
| 1994 | R.E.M.: Singles Collected                                  | —              | —        | —           |                                 |
| 1997 | R.E.M.: In the Attic - Alternative Recordings 1985–1989    | 185            | —        | —           |                                 |
| 2003 | In Time: The Best of R.E.M. 1988-2003                      | 8              | —        | 1           | - EUA: Platina - RU: 5× Platina |
| 2004 | iTunes Originals – R.E.M.                                  | —              | —        | —           |                                 |
| 2006 | And I Feel Fine... The Best of the I.R.S Years 1982–1987   | 116            | —        | 70          |                                 |
| 2011 | R.E.M. Three                                               | —              | —        | —           |                                 |
| 2011 | Part Lies, Part Heart, Part Truth, Part Garbage: 1982-2011 | 55             | —        | 19          |                                 |
| 2014 | Complete Rarities: I.R.S. 1982–1987                        | —              | —        | —           |                                 |
| 2014 | 7IN—83–88                                                  | —              | —        | —           |                                 |

### Trilhas sonoras
| Ano  | Álbum           | Posições       | Posições | Posições    | Certificações |
| Ano  | Álbum           | Estados Unidos | Canadá   | Reino Unido | Certificações |
| ---- | --------------- | -------------- | -------- | ----------- | ------------- |
| 1999 | Man on the Moon | 109            | —        | —           |               |

## Singles
| Ano  | Single                                                      | Posições       | Posições | Posições    | Álbum                                                            |
| Ano  | Single                                                      | Estados Unidos | Canadá   | Reino Unido | Álbum                                                            |
| ---- | ----------------------------------------------------------- | -------------- | -------- | ----------- | ---------------------------------------------------------------- |
| 1981 | "Radio Free Europe" (versão gravada pela Hib-Tone)          | —              | —        | —           | sem álbum                                                        |
| 1983 | "Radio Free Europe" (versão gravada pela I.R.S.)            | 78             | —        | —           | Murmur                                                           |
| 1983 | "Talk About the Passion"                                    | —              | —        | —           | Murmur                                                           |
| 1984 | "So. Central Rain (I'm Sorry)"                              | 85             | —        | —           | Reckoning                                                        |
| 1984 | "(Don't Go Back To) Rockville"                              | —              | —        | —           | Reckoning                                                        |
| 1985 | "Cant Get There from Here"                                  | 110            | 91       | —           | Fables of the Reconstruction                                     |
| 1985 | "Driver 8"                                                  | —              | —        | —           | Fables of the Reconstruction                                     |
| 1985 | "Wendell Gee"                                               | —              | —        | 91          | Fables of the Reconstruction                                     |
| 1986 | "Fall on Me"                                                | 94             | —        | —           | Lifes Rich Pageant                                               |
| 1986 | "Superman"                                                  | —              | —        | —           | Lifes Rich Pageant                                               |
| 1987 | "Ages of You"                                               | —              | —        | —           | Dead Letter Office                                               |
| 1987 | "The One I Love"                                            | 9              | 11       | 16          | Document                                                         |
| 1987 | "It's the End of the World as We Know It (And I Feel Fine)" | 69             | —        | 39          | Document                                                         |
| 1988 | "Finest Worksong"                                           | —              | —        | 50          | Document                                                         |
| 1988 | "Orange Crush"                                              | —              | —        | 28          | Green                                                            |
| 1988 | "Stand"                                                     | 6              | 6        | 48          | Green                                                            |
| 1989 | "Pop Song 89"                                               | 86             | 94       | —           | Green                                                            |
| 1989 | "Get Up"                                                    | —              | —        | —           | Green                                                            |
| 1991 | "Losing My Religion"                                        | 4              | 6        | 19          | Out of Time                                                      |
| 1991 | "Shiny Happy People"                                        | 10             | 5        | 6           | Out of Time                                                      |
| 1991 | "Near Wild Heaven"                                          | —              | —        | 27          | Out of Time                                                      |
| 1991 | "Radio Song"                                                | —              | —        | 28          | Out of Time                                                      |
| 1992 | "Drive"                                                     | 28             | 7        | 11          | Automatic for the People                                         |
| 1993 | "Man on the Moon"                                           | 30             | 4        | 18          | Automatic for the People                                         |
| 1993 | "The Sidewinder Sleeps Tonite"                              | —              | 60       | 17          | Automatic for the People                                         |
| 1993 | "Everybody Hurts"                                           | 29             | 8        | 7           | Automatic for the People                                         |
| 1993 | "Nightswimming"                                             | —              | —        | 27          | Automatic for the People                                         |
| 1993 | "Find the River"                                            | —              | —        | 54          | Automatic for the People                                         |
| 1994 | "What's the Frequency, Kenneth?"                            | 21             | 2        | 9           | Monster                                                          |
| 1994 | "Bang and Blame"                                            | 19             | 1        | 15          | Monster                                                          |
| 1995 | "Strange Currencies"                                        | 47             | 14       | 9           | Monster                                                          |
| 1995 | "Crush with Eyeliner"                                       | 113            | 28       | 23          | Monster                                                          |
| 1995 | "Tongue"                                                    | —              | —        | 13          | Monster                                                          |
| 1996 | "E-Bow the Letter"                                          | 49             | 6        | 4           | New Adventures in Hi-Fi                                          |
| 1996 | "Bittersweet Me"                                            | 46             | 6        | 19          | New Adventures in Hi-Fi                                          |
| 1997 | "Electrolite"                                               | 96             | 24       | 29          | New Adventures in Hi-Fi                                          |
| 1997 | "How the West Was Won and Where It Got Us"                  | —              | —        | —           | New Adventures in Hi-Fi                                          |
| 1998 | "Daysleeper"                                                | 57             | 5        | 6           | Up                                                               |
| 1998 | "Lotus"                                                     | —              | 32       | 26          | Up                                                               |
| 1999 | "At My Most Beautiful"                                      | —              | —        | 10          | Up                                                               |
| 1999 | "Suspicion"                                                 | —              | —        | —           | Up                                                               |
| 1999 | "The Great Beyond"                                          | 57             | 16       | 3           | Man on the Moon                                                  |
| 2001 | "Imitation of Life"                                         | 83             | —        | 6           | Reveal                                                           |
| 2001 | "All the Way to Reno (You're Gonna Be a Star)"              | —              | —        | 24          | Reveal                                                           |
| 2001 | "I'll Take the Rain"                                        | —              | —        | 44          | Reveal                                                           |
| 2003 | "Bad Day"                                                   | —              | —        | 8           | In Time: The Best of R.E.M. 1988-2003                            |
| 2004 | "Animal"                                                    | —              | —        | 33          | In Time: The Best of R.E.M. 1988-2003                            |
| 2004 | "Leaving New York"                                          | —              | —        | 5           | Around the Sun                                                   |
| 2004 | "Aftermath"                                                 | —              | —        | 41          | Around the Sun                                                   |
| 2005 | "Electron Blue"                                             | —              | —        | 26          | Around the Sun                                                   |
| 2005 | "Wanderlust"                                                | —              | —        | 27          | Around the Sun                                                   |
| 2007 | "#9 Dream"                                                  | 101            | —        | —           | Instant Karma: The Amnesty International Campaign to Save Darfur |
| 2008 | "Supernatural Superserious"                                 | 85             | 50       | 54          | Accelerate                                                       |
| 2008 | "Hollow Man"                                                | —              | —        | 200         | Accelerate                                                       |
| 2008 | "Man-Sized Wreath"                                          | —              | —        | —           | Accelerate                                                       |
| 2008 | "Until the Day Is Done"                                     | —              | —        | —           | Accelerate                                                       |
| 2010 | "It Happened Today"                                         | —              | —        | —           | Collapse into Now                                                |
| 2011 | "Mine Smell Like Honey"                                     | —              | —        | —           | Collapse into Now                                                |
| 2011 | "Überlin"                                                   |                |          |             | Collapse into Now                                                |
| 2011 | "Oh My Heart"                                               |                |          |             | Collapse into Now                                                |
| 2011 | "Discoverer"                                                |                |          |             | Collapse into Now                                                |
| 2011 | "We All Go Back to Where We Belong"                         |                |          |             | Part Lies, Part Heart, Part Truth, Part Garbage 1982–2011        |

## Videografia

### Vídeos ao vivo
- Perfect Square (2004)
- R.E.M. Live (2007)
- This Is Not a Show (2009)
- Live from Austin, TX (2010)

## Videoclipes
| Ano  | Título                                          | Diretor                                     |
| ---- | ----------------------------------------------- | ------------------------------------------- |
| 1982 | "Wolves, Lower"                                 | Jonathan Dayton e Valerie Frais             |
| 1983 | "Radio Free Europe"                             | Arthur Pierson                              |
| 1984 | "So. Central Rain"                              | Howard Libov                                |
| 1984 | Left of Reckoning                               | James Herbert                               |
| 1985 | "Cant Get There from Here"                      | Michael Stipe e Rick Aguar                  |
| 1985 | "Driver 8"                                      | Michael Stipe e James Herbert               |
| 1985 | "Life and How to Live It"                       | James Herbert                               |
| 1985 | "Feeling Gravitys Pull"                         | James Herbert                               |
| 1986 | "Fall on Me"                                    | Michael Stipe                               |
| 1987 | "The One I Love"                                | Robert Longo                                |
| 1988 | "It's the End of the World as We Know It"       | James Herbert                               |
| 1988 | "Finest Worksong"                               | Michael Stipe                               |
| 1988 | "Talk About the Passion"                        | Jem Cohen                                   |
| 1988 | "Orange Crush"                                  | Matt Mahurin                                |
| 1989 | "Stand"                                         | Katherine Dieckmann                         |
| 1989 | "Turn You Inside-Out"                           | James Herbert                               |
| 1989 | "Pop Song 89"                                   | Michael Stipe                               |
| 1989 | "Get Up"                                        | Eric Darnell                                |
| 1991 | "Losing My Religion"                            | Tarsem Singh                                |
| 1991 | "Shiny Happy People"                            | Katherine Dieckmann                         |
| 1991 | "Near Wild Heaven"                              | Jeff Preiss                                 |
| 1991 | "Radio Song"                                    | Peter Care                                  |
| 1991 | "Love Is All Around" (Ao vivo no MTV Unplugged) | Milton Lage                                 |
| 1991 | "Losing My Religion" (Ao vivo no Late Show)     | ?                                           |
| 1991 | "Low"                                           | James Herbert                               |
| 1991 | "Belong" (live)                                 | Jem Cohen                                   |
| 1991 | "Half a World Away"                             | Jim McKay                                   |
| 1991 | "Country Feedback"                              | Jem Cohen                                   |
| 1992 | "Drive"                                         | Peter Care                                  |
| 1992 | "Man on the Moon"                               | Peter Care                                  |
| 1993 | "The Sidewinder Sleeps Tonite"                  | Kevin Kerslake                              |
| 1993 | "Everybody Hurts"                               | Jake Scott                                  |
| 1993 | "Nightswimming"                                 | Jem Cohen                                   |
| 1993 | "Find the River"                                | Jodi Wille                                  |
| 1994 | "What's the Frequency, Kenneth?"                | Peter Care                                  |
| 1994 | "Bang and Blame"                                | Randy Skinner                               |
| 1994 | "Crush with Eyeliner"                           | Spike Jonze                                 |
| 1994 | "Strange Currencies"                            | Mark Romanek                                |
| 1995 | "Star 69"                                       | Jonathan Dayton e Valerie Faris             |
| 1995 | "Tongue"                                        | Jonathan Dayton e Valerie Faris             |
| 1996 | "E-Bow the Letter"                              | Jem Cohen                                   |
| 1996 | "Bittersweet Me"                                | Dominic DeJoseph                            |
| 1996 | "Electrolite"                                   | Peter Care, Spike Jonze                     |
| 1997 | "How the West Was Won and Where It Got Us"      | Lance Bangs                                 |
| 1997 | "New Test Leper"                                | Lance Bangs and Dominic DeJoseph            |
| 1998 | "Daysleeper"                                    | The Snorri Brothers                         |
| 1998 | "Lotus"                                         | Stéphane Sednaoui                           |
| 1999 | "At My Most Beautiful"                          | Nigel Dick                                  |
| 1999 | "Suspicion"                                     | Nick Wickham                                |
| 1999 | "The Great Beyond"                              | Liz Friedlander                             |
| 2001 | "Imitation of Life"                             | Garth Jennings                              |
| 2001 | "All the Way to Reno (You're Gonna Be a Star)"  | Michael Moore                               |
| 2001 | "I'll Take the Rain"                            | David Weir                                  |
| 2003 | "Bad Day"                                       | Tim Hope                                    |
| 2003 | "Animal"                                        | Tim Hope                                    |
| 2004 | "Leaving New York"                              | Peter Care                                  |
| 2004 | "Aftermath"                                     | Peter Care                                  |
| 2008 | "Supernatural Superserious"                     | Vincent Moon                                |
| 2008 | "Living Well Is the Best Revenge"               | Vincent Moon                                |
| 2008 | "Hollow Man"                                    | CRUSH, Inc.                                 |
| 2008 | "Man-Sized Wreath"                              | CRUSH, Inc.                                 |
| 2008 | "Until the Day Is Done"                         | Vincent Moon                                |
| 2011 | "Mine Smell Like Honey"                         | Dominic J. DeJoseph                         |
| 2011 | "Überlin"                                       | Sam Taylor-Wood                             |
| 2011 | "It Happened Today"                             | Tom Gilroy                                  |
| 2011 | "Oh My Heart"                                   | Jem Cohen                                   |
| 2011 | "Alligator_Aviator_Autopilot_Antimatter"        | Lance Bangs                                 |
| 2011 | "Walk It Back"                                  | Sophie Calle                                |
| 2011 | "All the Best"                                  | James Herbert                               |
| 2011 | "Every Day Is Yours to Win"                     | Jim McKay, Chris Moukarbel e Valerie Veatch |
| 2011 | "Discoverer"                                    | Michael Stipe, Lynda Stipe                  |
| 2011 | "We All Go Back to Where We Belong" (versão 1)  | Dominic J. DeJoseph, Michael Stipe          |
| 2011 | "We All Go Back to Where We Belong" (versão 2)  | Dominic J. DeJoseph, Michael Stipe          |
| 2012 | "Blue"                                          | James Franco                                |

### Outros lançamentos em vídeo
- Succumbs (1987)
- Tourfilm (1990)
- Pop Screen (1991)
- This Film Is On (1991)
- Parallel (1995)
- Road Movie (1996)
- In View: The Best of R.E.M. 1988-2003 (2003)
- When the Light Is Mine: The Best of the I.R.S. Years 1982-1987 (2006)
- REMTV (2014)
- R.E.M. at the BBC (2018)